# Ролан де Ла Платьер, Жан Мари
Жан Мари Ролан де Ла Платьер (фр. Jean-Marie Roland de La Platière; 18 февраля 1734 — 10 ноября 1793, Бур-Бодуэн) — французский учёный и политический деятель. Министр внутренних дел в период Великой французской революции в жирондистских правительствах (март — июнь 1792, август 1792 — январь 1793).

## Биография
Жан-Мари происходил из старинного, но разорившегося рода, известного в судейском сословии своей честностью. Как младший из пяти братьев, он должен был вступить в духовное звание, но, не чувствуя призвания к этой профессии, покинул родительский дом и скоро получил место инспектора торговли и мануфактур в Амьене.
С целью изучения коммерческого дела он посетил Швейцарию, Италию, Германию, Англию и напечатал «Lettres écrites de Suisse, d’Italie, de Sicile et de Malte» (Амстердам, 1780). Простой в обращении, неподкупный, суровый, Ролан де Ла Платьер мало знал людей и не отличался выдающимися способностями; выдвинулся он, главным образом, благодаря энергии и дарованиям своей жены (Жанна Мари (1754—1793); в её салоне в Париже собирались вожди жирондистов Ж. А. Н. Кондорсе, Ж. Петион и другие. Казнена якобинцами).
В 1789 г. Ролан опубликовал брошюру «Quelques moyens proposés pour contribuer au rétablissement des manufactures nationales et du commerce de Lyon». В апреле 1790 г. он был выбран членом лионского общинного совета; часто бывал в клубах; в 1791 году послан в Национальное собрание в качестве делегата, чтобы представить собранию хозяйственные нужды Лиона и защитить его коммерческие интересы. Для этого ему пришлось пробыть 7 месяцев в Париже и познакомиться с философами, экономистами и выдающимися деятелями революции. Ролан де Ла Платьер скоро сошёлся с жирондистами, которые оценили его республиканские идеи, восторженную любовь к свободе и строгие правила. Вместе с женой Ролан де Ла Платьер стал центром группы жирондистов.
Когда Национальное собрание было распущено, Жан Мари оставил Париж, но не надолго. 24 марта 1792 года Людовик XVI был вынужден уступить натиску жирондистов и образовать жирондистское министерство, в состав которого вошёл Ролан де Ла Платьер, в качестве министра юстиции. Это министерство «патриотов» называли в шутку «министерством госпожи Ролан»; при дворе ему дано было прозвище «министерства санкюлотов». Ролан де Ла Платьер явился во дворец в чёрном платье, круглой шляпе и пыльных башмаках со шнурками, чем привёл в ужас церемониймейстера. Сам Жан Мари сначала относился с большим доверием к королю, преувеличивал его доброту и верил двору, но госпожа Ролан поняла, что жирондистам не было основания ожидать поддержки короля — и свои чувства она сумела передать мужу.
Скоро отношения между жирондистами и королём обострились: Людовик отказался дать санкцию декретам против эмигрантов и священников. Ролан де Ла Платьер обратился к нему с письмом о конституционных обязанностях короля, продиктованным госпожой Ролан. Тайное расположение короля к врагам революции — говорилось в письме — может вызвать гнев нации. «Должны ли вы, — писал Ролан, — соединиться с врагами или с друзьями конституции?… Дайте громкие доказательства вашей искренности. Ещё несколько отсрочек — и в вас увидят заговорщика и соучастника в преступлении. Любите революцию, служите ей, и народ полюбит её в вашем лице». На письмо Ролана де Ла Платьера Людовик ответил отставкой жирондистского министерства (13 июня 1792).
Ролан стал героем дня; он прочитал своё письмо в собрании, постановившем напечатать его и разослать во все департаменты. После 10 августа вновь было организовано министерство из жирондистов, и Жан Мари стал министром внутренних дел. Он предлагал перенести собрание и правительство в Тур или Блуа, но Дантон был против этого. Ролан был противником сентябрьских убийств, но не мог остановить их. 23 сентября он представил Национальному конвенту отчёт о своей деятельности, изобразив беспорядки и преступления, какими ознаменовано было время от 10 августа до открытия собрания.
Наблюдательный комитет коммуны приказал арестовать Ролана де Ла Платьера, но Дантон разорвал приказ. Воодушевляемый женой, Жан Мари писал смелые письма в департаменты, редактировал листки, направленные против коммуны, вместе с Луве издавал журнал «La Sentinelle». Особенно восставал против Ролана Марат, обвинявший его в измене. Жан Мари подал в отставку, но конвент воздал должное добродетели и патриотизму Ролана (речи Дантона и Луве); тогда Ролан написал письмо, где брал назад свою отставку и сильно нападал на Дантона и Робеспьера, чем навсегда оттолкнул от себя Дантона.
Процесс короля поколебал положение Ролана де Ла Платьера; особенно повредила ему история с документами короля, которые Ролан, взломав секретный шкаф, прочитал один, без других членов конвента; его заподозрили в пристрастии к королю и в утайке истины. 22 января 1793 года, вслед за казнью короля, Ролан получил отставку. 15 апреля Робеспьер предложил, чтобы Ролан и все члены конвента, заподозренные в сношениях с Дюмурье, были преданы революционному суду. Жан Мари бежал и долго скрывался в разных местах, но, узнав о смерти своей жены, оставил своё убежище и покончил жизнь самоубийством (15 ноября 1793 г.).

## Сочинения
- «Mémoire sur l'éducation des troupeaux» (1779)
- «Dictionnaire des manufactures» (1785)
- «L’Art du fabricant d'étoffes de laine» (1780)
- «Fabricant de velours» (1780—1783), «L’Art du tourbier».